# Darguina
Darguina (în arabă درقينة) este o comună din provincia Béjaïa, Algeria.
Populația comunei este de 14.146 de locuitori (2008).